# Urubici
Urubici est une ville brésilienne de l'intérieur de l'État de Santa Catarina.

## Géographie
Urubici se situe par 28° 00' 54" de latitude sud et 49° 35' 30" de longitude ouest, à une altitude de 915 m.
Sa population était de 10 702 habitants au recensement de 2010. La municipalité s'étend sur 1 019 km2.
Elle fait partie de la microrégion de Campos de Lages, dans la mésoregion Serrana de Santa Catarina.
Au sommet du morro da Igreja (1 828 m), le point habité le plus haut du sud du Brésil, situé dans la municipalité, fut enregistrée la température la plus basse jamais mesurée au Brésil: -17,8 °C, le 29 juin 1996. À ce propos, c'est la ville voisine de São Joaquim qui est considérée comme la ville la plus froide du Brésil.

## Histoire
Le territoire d'Urubici était habité par les indiens bororós quand les premiers colons, venus de Tubarão, São Joaquim et Bom Jesus, arrivèrent dans la région. Les nouveaux habitants prirent rapidement la place des Indiens, dont on peut encore voir les traces au travers de peintures rupestres disséminées dans des cavernes sur tout le territoire de la municipalité. Ces vestiges historiques attirent de nombreux touristes et chercheurs dans la région.
En 1924, attirés par la fertilité du sol de la vallée du rio Canoas, des immigrants italiens, allemands et lettons arrivent dans la ville et développent l'agriculture et l'élevage qui deviennent les principales activités économiques de la région.
Urubici, située sur le Caminho das Neves (« chemin des neiges », en français), est également connue pour ses richesses naturelles.

## Administration
La municipalité est constituée de trois districts :
- Urubici (siège du pouvoir municipal)
- Água Brancas
- Santa Terezinha

## Villes voisines
Urubici est voisine des municipalités (municípios) suivantes :
- Bom Jardim da Serra
- São Joaquim
- Urupema
- Rio Rufino
- Bom Retiro
- Anitápolis
- Santa Rosa de Lima
- Rio Fortuna
- Grão Pará
- Orleans